# Aghet – Ein Völkermord
Aghet – Ein Völkermord ist ein Dokumentarfilm von Eric Friedler über den Völkermord an den Armeniern, der während des Ersten Weltkriegs durch das zwischen 1908 und 1918 regierende Komitee für Einheit und Fortschritt im Osmanischen Reich veranlasst und durchgeführt wurde. Der durch die Völkermordkonvention der Vereinten Nationen anerkannte Genozid wird in der Türkei von offizieller Seite bis heute abgestritten. Türkischen Bürgern, wie beispielsweise dem Nobelpreisträger Orhan Pamuk, die sich dafür einsetzen, eine historische Anerkennung des Genozids zu erreichen, droht nach Artikel 301 des türkischen Strafgesetzbuches immer noch eine Geld- oder Haftstrafe. Der Film beleuchtet Hintergründe und Beweggründe für das Verschweigen historischer Tatsachen und zeichnet den Verlauf des Völkermords auf der Grundlage zahlreicher historischer Quellen nach. Die Dokumentation entstand 2009 nach mehrjährigen umfangreichen Recherchen. Sie wurde von Katharina und Markus Trebitsch, den Kindern von Gyula Trebitsch, für den Norddeutschen Rundfunk (NDR) produziert. Der Film versucht nach Darstellung des NDR einen Teil der frühen Geschichte des 20. Jahrhunderts dem „Totenreich alles Geschehenen zu entreißen“.

## Inhalt
Der Film beruht auf Zitaten von Zeitzeugen, die von Schauspielern in szenischer Darstellung vorgetragen werden. Zu Beginn des Films wird von dem Mord an Hrant Dink berichtet. Dink hatte sich als Journalist dafür eingesetzt, dass in der Türkei der Genozid an den Armeniern von staatlicher Seite anerkannt wird. Anschließend wird der Protestmarsch von Türken gegen die Ermordungen diversen Äußerungen von Regierungssprechern gegenübergestellt.
Auf dieser Grundlage erfolgt die Fragestellung: Was ist 1915 nach dem 24. April passiert und warum konnte dies geschehen?
In szenischer Darstellung kommen US-amerikanische und deutsche Diplomaten, Leiter von Waisenheimen, deutsche Militärs, Überlebende der Katastrophe und weitere Zeitzeugen zu Wort. Die Schauspieler zitieren die erforschten und recherchierten Berichte und Zeugnisse aus dem Politischen Archiv des Auswärtigen Amts, dem Lepsius-Archiv, der Library of Congress, aus dem Nationalen und anderen Archiven. Die Schauspieler „verleihen lange verstorbenen Zeitzeugen Stimmen von beklemmender Authentizität“, so der produzierende NDR. Damit wird die historische Entwicklung von den Balkankriegen und der jungtürkischen Gestaltung einer konstitutionellen Monarchie mit dem 1909 gestürzten Sultan Abdülhamid II. und dem Nachfolger Mehmed V. sowie dem ab 1913 etablierten Triumvirat Talât Pascha, Enver Pascha und Cemal Pascha an der Spitze nachgezeichnet. Die missglückte militärische Schlacht von Sarikamis zwischen dem Osmanischen Reich und Russland im Kaukasus mit 90.000 Toten auf türkischer Seite wurde von Talât Pascha mit dem Verrat der Armenier, die in beiden Armeen dienten, begründet. Nach dem Auftakt am 24. April 1915 mit der Verhaftung von 235 armenischen Intellektuellen, darunter 40 Ärzte und 10 Rechtsanwälte aus Konstantinopel, begann eine durch innenpolitische Turbulenzen der Türkei bedingte Massenvertreibung. Das Ziel der (nationalistischen) Jungtürken war ein christenfreies Großreich. Aus einer vorgeblichen Sicherung der Grenzregion entwickelte sich eine Massendeportation aus allen Provinzen, in denen Armenier lebten. Mit den zitierten Zeitdokumenten wird belegt, wie sich die Massaker und die Todesmärsche durch die Mesopotamische Steppe und in die damals zum Osmanischen Reich gehörenden Syrische Wüste entwickelten.
Dokumentierte Äußerungen führender Vertreter des Osmanischen Reiches, (damals neutraler) amerikanischer Diplomaten und die Berichterstattung von deutschen Militärs und Diplomaten werden in dieser szenischen Form vorgetragen, um die Hintergründe nachvollziehbar zu machen. Mit Fortgang des Films werden auch Originaldokumente aus der damaligen Zeit eingefügt, welche die Grausamkeit und Unmenschlichkeit im Umgang mit den Deportierten belegen. Erwähnt wird aber auch, dass sich türkische Landräte und Polizeikräfte widersetzten. Nach all dem belegt der Film, dass das Ziel der jungtürkischen Führung war, die Armenier als Volk zu vernichten. Berichte von Flüchtlingshelfern, Missionsschwestern und Journalisten sowie Leitern von Missionsstationen bezeugen die Abläufe.
Im Zusammenhang mit den historischen Ereignisse und der Hilflosigkeit der caritativen Kräfte gegenüber der Deportation wird auch das Desinteresse der Deutschen betont, was ein mögliches Eingreifen ihrerseits anbelangt. Die Türkei war zu diesem Zeitpunkt Kriegspartner des Deutschen Reiches. Beim Besuch des deutschen Kaisers wurde auf eine Intervention gegen die Vertreibung und Vernichtung der Armenier verzichtet. Die Verantwortlichen für die Massenvernichtung gingen nach der Machtübernahme in der Türkei durch Kemal Atatürk ins Exil. Als der Hauptverantwortliche Talât Pascha in Berlin durch Soghomon Tehlirian (Mitglied eines Geheimbundes von überlebenden Armeniern) ermordet wurde, ließ man den Täter durch einen Freispruch unbehelligt. Im letzten Teil des Filmes wird schließlich der Bogen zu Raphael Lemkin gespannt, der in Auswertung seines persönlichen Erlebens die Anti-Völkermord-Konvention der UNO aus dem Jahre 1948 beförderte. Es wird auf Adolf Hitler verwiesen, der seinen Vernichtungsfeldzug gegen die Polen damit legitimiert haben soll, dass die Welt keinen Einspruch gegen den Völkermord an den Armeniern erhoben habe.
Im Weiteren wird die Haltung der gegenwärtigen türkischen Führung unter Recep Tayyip Erdoğan nochmals den Ansichten westlicher Politiker gegenübergestellt.

„Man solle Beweise vorlegen, sagt der türkische Ministerpräsident Tayyip Erdogan. Ganz so, als sei der Völkermord ein Mythos, ein Hirngespinst der Armenier, eine Anekdote, mit der man der Türkei Böses will.“

Auch wird belegt, wie europäische Regierungen und die US-Administration durch ökonomische und militärische Interessen an einem guten Verhältnis zur Türkei interessiert sein müssen und wie erpressbar sie damit sind. So hatte Obama noch 2007 als Senator von Völkermord gesprochen, als Präsident nimmt er Rücksicht auf die geopolitische Lage der Türkei zwischen Asien, Europa und dem arabischen Raum.
Der Film endet mit der Aussage, dass den heutigen Türken keine persönliche Verantwortung für die damaligen Ereignisse zukomme. Es gelte lediglich, die damalige Tatsache anzuerkennen, um eine zukünftige Wiederholung der Vorgänge in einem anderen Zusammenhang zu verhindern.

## Hintergrund
Der Ausgangspunkt für die Produktionsleitung des NDR war Franz Werfels Roman Die 40 Tage des Musa Dagh. Dazu kam das Ereignis um den Mord an dem armenisch-türkischen Journalisten Hrant Dink. Die Macher legten nach eigenen Worten besonderen Wert auf qualitativ hochwertige journalistische Recherche, um eine Unwiderlegbarkeit der Darstellung zu erreichen. Wissenschaftliche Fachberater waren Hermann Goltz von der Martin-Luther-Universität in Halle-Wittenberg. Weitere fachliche Beratung erfolgte durch Hans-Lukas Kieser, Otto Luchterhandt, Günter Seufert, Fritz Frey, Volker Zielke und Vartkes Yeghiayan. Nachdem der hebräische Begriff Shoa vom Regisseur Claude Lanzmann mit seinem Film bekannt gemacht wurde, soll mit diesem Titel das armenische Wort „Aghet“ für Katastrophe die gleiche Wirkung und Aussage gewinnen. Es soll durch die bewusste Beziehung das Gemeinsame der (beiden) „unfassbaren Verbrechen“ herausgestellt werden.
Nach den Worten von Regisseur Eric Friedler ist der Völkermord an den Armeniern die „Blaupause“ für alle weiteren Völkermorde des 20. Jahrhunderts gewesen. Da keine Regierung der Welt Schwierigkeiten hat, die Ereignisse in Kambodscha oder Ruanda als Völkermord zu bezeichnen, war es Anlass des Filmes zu ermitteln, worin die Besonderheit der türkisch-armenischen Probleme besteht, die von großen Teilen der Welt einfach „totgeschwiegen“ werden. „Ein hochkarätiges Schauspielerensemble verlieh den lange verstorbenen Zeitzeugen des Genozids an den Armeniern wieder eine Stimme. Die Texte sind historischen Dokumenten entnommen“, so die Produktionsfirma.
Der Film wurde am 7. April 2010 im Berliner Kino Babylon uraufgeführt und wird vom Norddeutschen Rundfunk im Rahmen des Fernsehsenders Das Erste vertrieben.

## Rezeption
Die Türkische Gemeinde in Deutschland schrieb einen Protestbrief an die ARD. Die Volksstimme lobte den Film, dieser sei eine „tief bewegende 90-minütige Dokumentation, die auch die Rolle des deutschen Kaiserreiches als Verbündeter beleuchtet.“ Der damalige ARD-Vorsitzende, Peter Boudgoust, wies in einer öffentlichen Erklärung nach Kritik von türkischen Organisationen darauf hin, dass deren Kritik an der Darstellung keineswegs von allen Türken geteilt werde, wie die Solidaritätsdemonstration von mehr als 200.000 Menschen in Istanbul nach der Ermordung des türkisch-armenischen Journalisten Hrant Dink im Jahr 2007 gezeigt habe. Die internationale Geschichtswissenschaft sehe den Genozid an den Armeniern als erwiesen an. Dieser Völkermord und der Holocaust am jüdischen Volk hätten zur Entwicklung der Konvention über die Verhütung und Bestrafung des Völkermordes der Generalversammlung der Vereinten Nationen im Jahr 1948 geführt.
Aghet wird in den Vereinigten Staaten gezeigt, dabei haben ihn auch Abgeordnete des US-Kongresses gesehen. Dem Dokumentarfilmer Eric Friedler ist es gelungen, die NDR-Dokumentation Abgeordneten des US-Kongresses und des US-Repräsentantenhauses vorzuführen. Die Aufführung im US-Kongress fand am 21. Juli 2010 statt. Dabei zeigten sich viele Abgeordnete verblüfft, wie viele Zeitzeugenaussagen es gibt, die den Massenmord von 1915 beschreiben.

„Das armenische Wort 'Aghet' war bisher international unbekannt. Inzwischen steht der Terminus für eines der unvorstellbarsten Verbrechen der Menschheitsgeschichte, den Völkermord an den Armeniern. Das ist eines der außerordentlichen Verdienste dieser Dokumentation von Eric Friedler, die mit Preisen auf internationalen Festivals Anerkennung findet.[…] Zu Recht wird der Film nun sogar in so weltbekannten Universitäten wie Harvard oder Cambridge gezeigt.“

„Der engagierte Dokumentarfilm trägt Fakten zusammen und fragt nach den Gründen für das entschlossene Leugnen dieses Verbrechens. Archive aus aller Welt liefern die Fakten, Politiker, Künstler und Sportler äußern sich zum ersten Genozid des 20. Jahrhunderts, in minimalistischen Spielszenen wird längst verstorbenen Zeitzeugen eine Stimme verliehen.“

## Auszeichnungen
- Deutscher Fernsehpreis 2010 – Beste Dokumentation
- Armin T. Wegner Humanitarian Award (2010)[14]
- Grimme-Preis 2011 an Eric Friedler[16][17]
- Gold World Medal, New York Film Festival 2011 – Beste Dokumentation[18]

## Im Film zitierte Belege
Die unten stehenden Belege, soweit sie vom NDR benannt sind, wurden für die Sprechrollen in der Dokumentation eingesetzt.
- Tagouhi Antonian (Überlebende des Völkermords aus Bitlis, geboren 1900): äußerte sich als Augenzeugin in einer Befragung. Ihre Aussagen finden sich im Armenian Genocide Museum & Institute (AGMI), Jerewan und im Johannes-Lepsius-Archiv, Halle.[19]
- Tacy Atkinson (Hilfsschwester in Harput): Ihr persönliches Tagebuch ist als The Harpoot Diaries 1908–1917 erschienen. Die Aussagen von Tacy Atkinson finden sich u. a. in den National Archives, Washington.[20]
- Theobald von Bethmann Hollweg (Reichskanzler des deutschen Reiches 1909–1917): Sein Hauptziel war, die Türkei als Bündnispartner im Ersten Weltkrieg nicht zu verärgern. Die Aussagen von Theobald von Bethmann Hollweg finden sich im Politischen Archiv des Auswärtigen Amtes, Berlin.[19][21]
- Ernst Jakob Christoffel (Leiter eines Blindenheimes in Malatya und Sivas 1916–1919): Die Aussagen von Ernst Christoffel finden sich u. a. im Politischen Archiv des Auswärtigen Amtes, Berlin und im Johannes-Lepsius-Archiv, Halle.[22]
- Leslie A. Davis (US-amerikanischer Konsul in Harput): Berichte an seine Regierung, Beobachtung im Buch The Slaughterhouse Province: An American Diplomat's Report on the Armenian Genocide, 1915–1917. Die Aussagen von Leslie A. Davis finden sich u. a. in den National Archives, Washington und im Johannes-Lepsius-Archiv, Halle.[23]
- Oscar Heizer (US-amerikanischer Konsul in Trapezunt 1915–1917): gab wiederholt Schilderungen an die amerikanische Botschaft in Konstantinopel. Die Aussagen von Oscar Heizer finden sich in den National Archives, Washington und im Johannes-Lepsius-Archiv, Halle.[19][24]
- Karen Jeppe (dänische Lehrerin in Urfa und Aleppo 1903–1935): arbeitete in Lepsius-Hilfsstationen als Flüchtlingsbeauftragte des Völkerbundes. Die Aussagen von Karen Jeppe finden sich u. a. in der Library of Congress, Washington und dem Johannes-Lepsius-Archiv, Halle.[25]
- Alma Johansson (schwedische Krankenschwester einer Mission in Muş 1913–1919): Briefe und Berichte aus eigenem Erleben. Ihre Aussagen finden sich im Johannes-Lepsius-Archiv, Halle, den US National Archives und im Politischen Archiv des Auswärtigen Amtes.[19][26]
- Friedrich Freiherr Kreß von Kressenstein (Kommandeur des 1. Türkischen Expeditionskorps 1915): gab regelmäßige Berichte an die deutsche Regierung, auch über den Völkermord.[19] Seine Aussagen finden sich u. a. im Politischen Archiv des Auswärtigen Amtes, Berlin.[27]
- Jakob Künzler (Schweizer Diakon und Katastrophenhelfer in Urfa 1915–1917): Sein Bericht als unmittelbarer Augenzeuge vom Völkermord ist Grundlage seines Buches Im Land des Blutes und der Tränen: Erlebnisse aus Mesopotamien während des Weltkrieges 1914–1918. Potsdam 1921. Die Aussagen von Jakob Künzler finden sich u. a. im Politischen Archiv des Auswärtigen Amtes, Berlin, und im Johannes-Lepsius-Archiv, Halle.[28]
- Raphael Lemkin (Genozidforscher und Jurist, Schöpfer der Anti-Genozid-Konvention der UN): Seine Aussagen finden sich u. a. in der Library of Congress und den National Archives, Washington.[29]
- Johannes Lepsius (protestantischer Theologe und Gründer des Deutsch-Armenischen Hilfswerkes): Bericht über die Lage des Armenischen Volkes in der Türkei. Die Aussagen von Johannes Lepsius finden sich im Politischen Archiv des Auswärtigen Amtes, Berlin und im Johannes-Lepsius-Archiv, Halle.[30]
- Wilhelm Litten (Konsul im Kaiserlich deutschen Konsulat in Täbris 1914–1915, Augenzeuge der Mordtaten): fasste während der Reise von Bagdad nach Aleppo seine Beobachtungen in tagebuchartigen Notizen. Seine Aussagen finden sich im Politischen Archiv des Auswärtigen Amtes, Berlin, und im Johannes-Lepsius-Archiv, Halle.[31]
- Samuel S. McClure (amerikanischer Verleger und Korrespondent): führte Reisen nach Konstantinopel und Europa durch und gab diese in dem politischen Sachbuch Obstacles to Peace 1917 heraus. Die Aussagen von Samuel S. McClure finden sich u. a. in den National Archives, Washington.[32]
- Graf Wolff Metternich zur Gracht (Kaiserlich-deutscher Botschafter in Konstantinopel 1915–1916): gab detailgenaue Berichte an den Reichskanzler. Nach nur zehn Monaten Amtszeit wurde er auf Druck des türkischen Bundesgenossen nach Berlin zurückbeordert.[19] Die Aussagen von Graf Wolff-Metternich zur Gracht finden sich u. a. im Politischen Archiv des Auswärtigen Amtes, Berlin.[33]
- Johann Mordtmann (Kaiserlich deutscher Generalkonsul in Konstantinopel 1915–1918): fertigte als Generalkonsul Aktennotizen und Berichte an. Seine Aussagen finden sich u. a. im Politischen Archiv des Auswärtigen Amtes, Berlin.[34]
- Henry Morgenthau (US-amerikanischer Botschafter in Konstantinopel 1913–1916): führte persönliche Auseinandersetzungen mit Talaat Pascha, machte Eingaben an die US-Regierung, er fasste seine Beobachtungen zusammen in dem Buch Ambassador Morgenthau's Story, 1918. Die Aussagen von Henry Morgenthau finden sich u. a. in den National Archives, Washington und im Politischen Archiv des Auswärtigen Amtes, Berlin.[35]
- Martin Niepage (Lehrer an der deutschen Schule in Aleppo 1915–1917): schickte Berichte für die deutsche Regierung und einen Augenzeugenbericht für die Berliner Reichstagsabgeordneten. Seine Aussagen finden sich im Politischen Archiv des Auswärtigen Amtes, Berlin, und im Johannes-Lepsius-Archiv, Halle.[36]
- Hambardzoum Sahakian (Überlebender des Genozids, geboren 1908): Äußerte sich als Augenzeuge in einer Befragung. Seine Aussagen finden sich u. a. im Armenian Genocide Museum & Institute (AGMI), Jerewan und im Johannes-Lepsius-Archiv, Halle.[37]
- Walter Rößler (Kaiserlich deutscher Konsul in Aleppo 1914–1918): als Konsul gab er exakte, detailgenaue Berichte und unzensierte Informationen. Er durfte 1921 im Mordprozess gegen Talaat Pascha nicht aussagen. Die Aussagen von Walter Rößler finden sich u. a. im Politischen Archiv des Auswärtigen Amtes, Berlin und in den National Archives, Washington.[38]
- Beatrice Rohner (Schweizer Krankenschwester in Aleppo 1915–1917): als Augenzeuge äußerte sie sich in Briefen und Berichten. Ihre Aussagen finden sich u. a. im Politischen Archiv des Auswärtigen Amtes, Berlin, und im Johannes-Lepsius-Archiv, Halle.[39]
- Harry Stürmer (Korrespondent der Kölnischen Zeitung in der Türkei 1915–1917): gab Berichte an die deutsche Regierung, seine Artikel als Augenzeuge nutzte er für das Buch Zwei Kriegsjahre in Konstantinopel Skizzen deutsch-jungtürkischer Moral und Politik. Seine Aussagen finden sich im Politischen Archiv des Auswärtigen Amtes, Berlin, und im Johannes-Lepsius-Archiv, Halle.[19][40]
- Armin T. Wegner (deutscher Sanitätsoffizier im Osmanischen Heer 1915–1916): fertigte in seiner Funktion als Offizier der Sanitätstruppen Fotos, später richtete er einen offenen Brief an Adolf Hitler gegen die Judenverfolgung. Die Aussagen von Armin T. Wegner finden sich u. a. im Politischen Archiv des Auswärtigen Amtes, Berlin, und im Johannes-Lepsius-Archiv, Halle.[41]